# العلاقات الإسبانية التوفالية
العلاقات الإسبانية التوفالية هي العلاقات الثنائية التي تجمع بين إسبانيا وتوفالو.

## مقارنة بين البلدين
هذه مقارنة عامة ومرجعية للدولتين:
| وجه المقارنة                                              | إسبانيا                                                                             | توفالو                         |
| --------------------------------------------------------- | ----------------------------------------------------------------------------------- | ------------------------------ |
| المساحة (كم2)                                             | 505.99 ألف                                                                          | 26                             |
| عدد السكان (نسمة)                                         | 46.73 مليون                                                                         | 11.19 ألف                      |
| الكثافة السكانية (ن./كم²)                                 | 92.35                                                                               | 43.04 ألف                      |
| العاصمة                                                   | مدريد                                                                               | فونافوتي                       |
| اللغة الرسمية                                             | اللغة الإسبانية، اللغة الغاليسية، لغة بشكنشية، اللغة الكتالونية، اللغة الأوكسيتانية | اللغة التوفالوية، لغة إنجليزية |
| العملة                                                    | يورو، بيزيتا إسبانية                                                                | دولار توفالو                   |
| الناتج المحلي الإجمالي (بليون دولار)                      | 1.31 تريليون                                                                        | 39.73 مليون                    |
| الناتج المحلي الإجمالي (تعادل القوة الشرائية) بليون دولار | 1.77 تريليون                                                                        | 38.93 مليون                    |
| الناتج المحلي الإجمالي الاسمي للفرد دولار أمريكي          | 28.16 ألف                                                                           | 3.29 ألف                       |
| الناتج المحلي الإجمالي للفرد دولار أمريكي                 | 38.00 ألف                                                                           | 3.77 ألف                       |
| مؤشر التنمية البشرية                                      | 0.876                                                                               |                                |
| رمز المكالمات الدولي                                      | +34                                                                                 | +688                           |
| رمز الإنترنت                                              | .es                                                                                 | .tv                            |
| المنطقة الزمنية                                           | ت ع م+01:00، ت ع م+02:00                                                            | ت ع م+12:00                    |

## منظمات دولية مشتركة
يشترك البلدان في عضوية مجموعة من المنظمات الدولية، منها:
| علم المنظمة | اسم المنظمة                   | تاريخ انضمام إسبانيا | تاريخ انضمام توفالو |
| ----------- | ----------------------------- | -------------------- | ------------------- |
|             | بنك التنمية الآسيوي           | 1986                 | 1993                |
|             | مؤسسة التنمية الدولية         | 18 أكتوبر 1960       | 24 يونيو 2010       |
|             | يونسكو                        | 30 يناير 1953        | 21 أكتوبر 1991      |
|             | الأمم المتحدة                 | 14 ديسمبر 1955       | 5 سبتمبر 2000       |
|             | الاتحاد البريدي العالمي       | ?                    | ?                   |
|             | البنك الدولي للإنشاء والتعمير | 15 سبتمبر 1958       | 24 يونيو 2010       |
|             | الاتحاد الدولي للاتصالات      | 1866                 | 15 أغسطس 1996       |
|             | منظمة حظر الأسلحة الكيميائية  | ?                    | ?                   |

## وصلات خارجية
- موقع وزارة الخارجية الإسبانية